# Tom Williamson, Baron Williamson
Thomas „Tom“ Williamson, Baron Williamson CBE JP (* 2. September 1897; † 27. Februar 1983) war ein britischer Gewerkschaftsfunktionär und Politiker der Labour Party, der knapp drei Jahre lang Abgeordneter des House of Commons war sowie 1962 als Life Peer aufgrund des Life Peerages Act 1958 Mitglied des House of Lords wurde.

## Leben
Williamson wurde bei den Unterhauswahlen am 5. Juli 1945 als Kandidat der Labour Party zum Abgeordneten in das House of Commons gewählt und vertrat in diesem bis zu seinem Mandatsverzicht und der anschließenden Nachwahl (By-election) am 1. März 1948 den Wahlkreis Brigg.
1946 wurde er als Nachfolger von Charles Dukes Generalsekretär der Gewerkschaft der Allgemeinen und Gemeindearbeiter (National Union of General and Municipal Workers) und bekleidete diese Funktion bei einer der größten britischen Gewerkschaften bis zu seiner Ablösung durch Jack Cooper 1961. Als solcher war er Mitglied des Rates des Trades Union Congress (TUC), des Dachverbandes der Gewerkschaften Großbritanniens. In dieser Funktion forderte er die Labour-Regierung von Premierminister Clement Attlee auf, stärkere staatlichen Einfluss auf bestimmte Konsumgüter auszuüben, um die damalige Versorgungskrise besser zu bewältigen. Zu dieser Zeit gehörte er neben dem Generalsekretär der Transportarbeitergewerkschaft TGWU (Transport and General Workers’ Union), Arthur Deakin, sowie Will Lawther, dem Präsidenten der Bergarbeitergewerkschaft NUM (National Union of Mineworkers), zu den einflussreichsten Gewerkschaftsfunktionären Großbritanniens und bestimmte somit maßgeblich den Kurs der TUC mit.
Während dieser Zeit fungierte er als Nachfolger von Wilfred Blackwell Beard zwischen 1957 und seiner Ablösung durch Tom Yates als Präsident des TUC.
Zuletzt wurde Williamson, der sowohl Commander des Order of the British Empire als auch Friedensrichter (Justice of the Peace) war, durch ein Letters Patent vom 15. Mai 1962 als Life Peer mit dem Titel Baron Williamson, of Eccleston in the Borough of St. Helens in the County Palatine of Lancaster, in den Adelsstand erhoben und gehörte damit bis zu seinem Tod dem House of Lords als Mitglied an.

## Hintergrundliteratur
- Gerald Allen Dorfman: British Trade Unionism Against the Trades Union Congress. Palgrave Macmillan, 1983, ISBN 0-8179-7811-9, S. 34.